# HK Ozolnieki/Monarhs
Der HK Ozolnieki/Monarhs war ein lettischer Eishockeyclub aus Ozolnieki, der 2000 als HK Viliki Riga gegründet wurde und ab 2008 wieder an der lettischen Eishockeyliga teilnahm. Der Verein entstand aus dem im Jahr 2000 aufgelösten HK Nik’s Brih Riga.

## Geschichte
Der Eishockeyclub Vilki Riga wurde am 12. September 2000 gegründet und nahm schon in der folgenden Spielzeit an der lettischen Meisterschaft teil. Die Heimspiele des Clubs wurden im Rīgas Sporta pils ausgetragen, das 1.000 Zuschauer fast. Mitte der 2000er Jahre erwarb NHL-Spieler Sandis Ozoliņš den Verein und unterstützte diesen finanziell.
Vor der Spielzeit 2006/07 bekam der Verein keine Lizenz und spielte zunächst in der Amateur-Meisterschaft. 2008 zog der Verein nach Ozolnieki und trug seine Heimspiele in der 2008 eröffneten Ozo ledus halle aus.

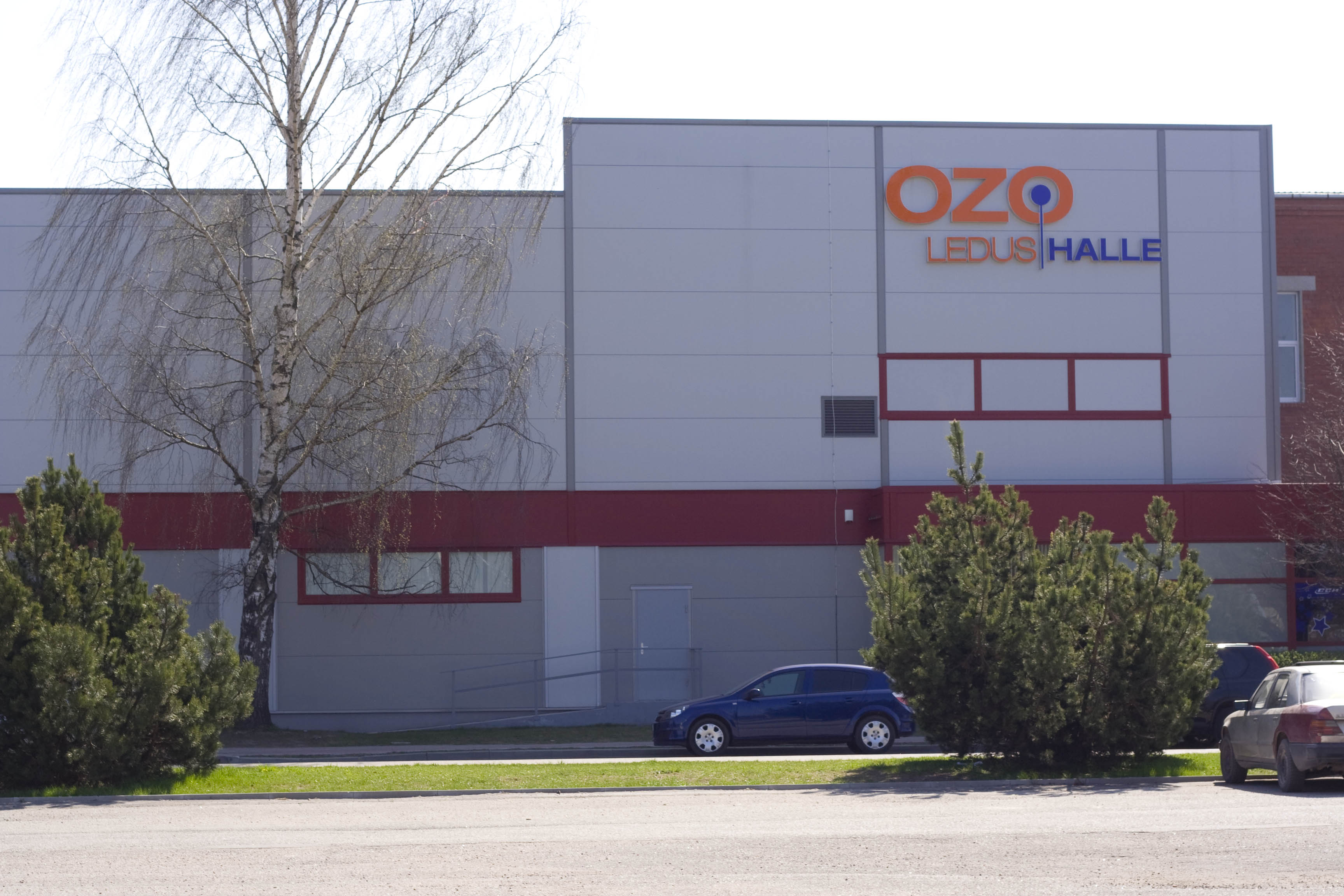
Die Ozo ledus halle, Spielstätte der Monarhs seit 2008

Nach der Saison 2013/14 beendete der Verein seine Aktivitäten und wurde aufgelöst.

## Platzierungen
- 2000/01: 4. Platz
- 2001/02: 3. Platz
- 2002/03: 3. Platz
- 2003/04: 1. Platz Gruppe B, Playoff-Achtelfinale (7. Platz)
- 2004/05: 1. Platz (Vorrunde), Playoff-Halbfinale (4. Platz)
- 2005/06: 5. Platz (Vorrunde), Playoff-Achtelfinale

| Saison  | Sp | S  | N | OTS | OTN | Punkte | Rang | Play-offs                      |
| 2008/09 | 28 | 18 | 7 | 2   | 1   | 59     | 2    | Niederlage im Viertelfinale    |
| 2009/10 | 30 | 24 | 2 | 2   | 2   | 78     | 1    | Niederlage im Halbfinale       |
| 2010/11 | 32 | 28 | 2 | 2   | 0   | 88     | 1    | Vizemeister                    |
| 2011/12 | 36 | 29 | 4 | 1   | 2   | 91     | 1    | Vizemeister                    |
| 2012/13 | 28 | 17 | 8 | 2   | 1   | 56     | 3    | Niederlage im Spiel um Platz 3 |

## Bekannte ehemalige Spieler
- Oskars Bārtulis
- Mārtiņš Karsums
- Guntis Džeriņš
- Georgijs Pujacs
- Aleksandrs Kerčs